# Rake (シンガーソングライター)
Rake（レイク、1983年7月26日 - ）は、宮城県仙台市出身・在住の、日本のシンガーソングライター。エドワード・エンターテインメント・グループ所属。

## 来歴
幼い頃、家にあったクラシック・ギターを弾いた事をきっかけに音楽をはじめた。
中学時代は野球部。高校時代、エレクトリック・ギターに夢中になってハードロック・バンドを組み、ギタリストとして活動。大学時代に歌唱を始める。
メジャー・デビュー前にはアコースティックライブなどを行い、ライブ会場で自作のCDを販売。そのCDは「100万回の「I love you」」のアコースティック・バージョン他未発表曲が収録。デビュー前に作った曲は100曲以上。学生時代の留学経験から英語詞の歌も多数制作。
地元仙台を中心にライブ活動をしていたところ、エドワード・エンターテインメント・グループが気に入りメジャー・デビューに至る。
2015年8月末日をもって活動休止。
2019年5月3日深夜、東北放送『サンドのぼんやり〜ぬTV』に甲冑姿で出演、現在は侍に扮したインスタグラマーとして活動していることを公表。
2020年11月、音楽活動を再開。

## ディスコグラフィー

### 参加作品
1. 『さらい屋 五葉 音楽集』（2010年7月21日）
  - 27.all I need is... (TV size)
2. 『言葉にできない〜小田和正ベストカバーズ〜』（2011年12月21日）
  - 1.キラキラ ※KimaguRake（キマグレン & Rake）名義。ミュージック・ビデオは、シングル「フタリヒトツ」初回限定盤のDVDに収録。
3. PuiPui HOMETOWNS（2012年7月4日）[7]「この街に生まれて/いつまでも変わらない」
4. 遊助『あの・・旅の途中なんですケド。』（2014年3月19日）
  - 9.キャッチボール 遊turing Rake
5. 『MOTHER 〜感謝〜』（2014年4月23日）
  - 9.大切な人
6. 『スウィート・ウエディング』（2014年5月28日）
  - Disc 2-9.フタリヒトツ

## タイアップ
| 曲名                                 | タイトル                                                                           |
| ------------------------------------ | ---------------------------------------------------------------------------------- |
| Fly away                             | 「APPI 2009-2010 winter」CMソング                                                  |
| Fly away                             | 独立UHF局系ドラマ「TAXMEN」主題歌                                                  |
| Fly away                             | テレビ東京「DANCE@TV」1月度エンディングテーマ                                      |
| 世界は今日も僕らをのせてまわる       | 日本テレビ系「音楽戦士 MUSIC FIGHTER」3月度POWER PLAY                              |
| all I need is...                     | フジテレビ系アニメ・ノイタミナ「さらい屋 五葉」エンディングテーマ                  |
| Sweet bitter days                    | NHK-FM「Music Line」2010年6・7月オープニングテーマ                                 |
| 輝く明日へ                           | TOKYO FM系情報番組・「クロノス」2010年4〜8月エンディングテーマ                     |
| 輝く明日へ                           | 「東北文教大学」CMソング                                                           |
| 100万回の「I love you」              | ヨコハマタイヤ「BluEarth」CMソング                                                 |
| 100万回の「I love you」              | 映画「がんばっぺ フラガール! 〜フクシマに生きる。彼女たちのいま〜」主題歌          |
| 君へのLOVE SONG                      | すぐ婚navi CMソング                                                                |
| Drive on                             | 福岡ソフトバンクホークス「アサヒスーパードライスペシャル2011」テーマソング         |
| 誓い                                 | 「東北六魂祭」テーマソング                                                         |
| ただ会いたくて                       | 「EDEN 〜The LANDSCAPE VALLEY〜」CMソング                                          |
| フタリヒトツ                         | TBS系「CDTV」2012年2月度オープニングテーマ                                         |
| 希望の歌                             | トヨタWISH CMソング                                                                |
| 素晴らしき世界                       | 読売テレビ・日本テレビ系アニメ「宇宙兄弟」エンディングテーマ                       |
| 大切な人                             | ロッテ「ガーナミルクチョコレート」CMソング                                         |
| ありのままの君が好き                 | セブン&アイ東北復興応援「東北かけはしプロジェクト」テーマソング                    |
| Smile Song                           | 安比高原2012CMソング                                                               |
| Town Beat                            | トヨタカローラ宮城「カローラアクシオ・フィールダー」CMソング                       |
| ランナーズ愛                         | TBS系ドラマ「あぽやん〜走る国際空港」主題歌                                        |
| ONE WAY                              | フジテレビ系「めざにゅ〜」テーマソング                                             |
| FOREVER〜どこまでも〜                | JALホノルルマラソン2012 オフィシャルテーマソング                                   |
| 夢を抱いて〜はじまりのクリスロード〜 | テレビ東京系アニメ「NARUTO -ナルト- 疾風伝」エンディングテーマ                     |
| 新しい朝                             | 三菱地所レジデンス ザ・パークハウス晴海タワーズ CMソング                           |
| やさしい風                           | 仙台三越開業80周年記念ソング                                                       |
| YaMeTa!!!                            | 「MBS「ロケみつ」エンディングテーマ」                                              |
| Don’t Cry                            | タカラレーベン CMソング                                                            |
| 風になって〜勇者的浪漫〜             | 台湾映画「KANO 1931海の向こうの甲子園」主題歌                                      |
| 風になって〜勇者的浪漫〜             | TVK「高校野球ニュース2015」 （第97回全国高等学校野球選手権神奈川大会）テーマソング |

## ミュージック・ビデオ
| 監督                | 曲名                                                                 |
| ------------------- | -------------------------------------------------------------------- |
| 加登屋寛            | 「誓い」                                                             |
| 小栗洋平            | 「Fly away」「世界は今日も僕らをのせてまわる」                       |
| 久保虹人            | 「ONE WAY」                                                          |
| ZUMI                | 「ランナーズ愛」                                                     |
| 高城明久            | 「all I need is...」                                                 |
| 田上健太            | 「100万回の「I love you」」「フタリヒトツ」                          |
| 谷崎慎太郎          | 「夢を抱いて〜はじまりのクリスロード〜」「風になって〜勇者的浪漫〜」 |
| nicographics        | 「素晴らしき世界」                                                   |
| 東哲                | 「100万回の「I love you」-live movie ver.-」                         |
| モリ○カツ           | 「Christmas Song」                                                   |
| 園田俊郎 / 加登谷寛 | 「100万回の「I love you」〜Best Remix ver.〜」                       |
| 不明                | 「YaMeTa!!!」                                                        |